# Chiesa di Dura Europos

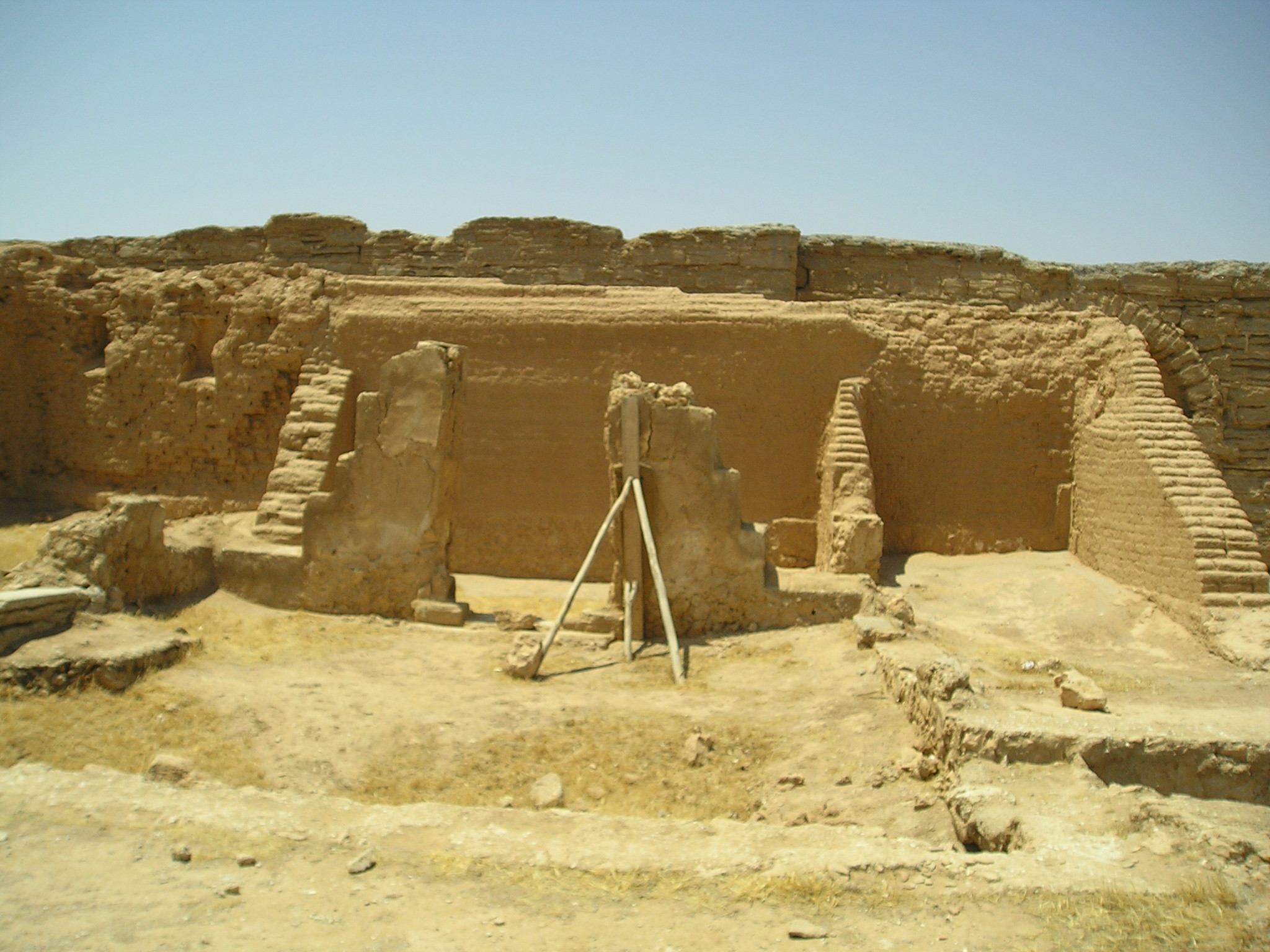
I ruderi della chiesa di Dura Europos con l'area della cappella sulla destra.

La chiesa di Dura Europos (nota anche come casa-chiesa di Dura Europos) è la prima casa-chiesa cristiana ad essere stata identificata. Si trova a Dura Europos in Siria. Si tratta di una delle prime chiese cristiane conosciute, ed era apparentemente una normale casa trasformata in luogo di preghiera intorno al 233-256, quando la città venne abbandonata dopo la conquista da parte dei persiani. Si tratta di un edificio meno famoso, più piccolo e modestamente decorato rispetto alla vicina sinagoga di Dura Europos, anche se accomunati da molte similitudini.
Secondo alcuni studiosi (Marta sordi), potrebbe essere stata costruita per i soldati romani di religione cristiana, stanziati nella regione. 
Anche se le sorti della struttura della chiesa sono sconosciute, dopo l'occupazione da parte dello Stato Islamico, i suoi famosi affreschi sono stati rimossi dopo la scoperta e oggi conservati presso la Yale University Art Gallery.

## Storia
Il sito di Dura Europos, una ex città murata fortificata, venne scavato in gran parte negli anni 1920 e 1930 da squadre francesi e statunitensi. All'interno del sito archeologico, la chiesa-casa si trovava nella XVII torre ed era conservata dallo stesso riempimento difensivo che aveva salvato la vicina sinagoga di Dura Europos.
L'edificio è costituito da una casa congiunta ad una stanza sala separata, che fungeva da sala riunioni per la chiesa. Gli affreschi superstiti della stanza che fungeva da battistero sono probabilmente le pitture cristiane più antiche. Il "Buon pastore", la "guarigione del paralitico" e "Cristo e Pietro che cammina sulle acque" sono considerate le prime raffigurazioni di Gesù Cristo.
Un affresco più grande rappresenta tre donne (la terza quasi completamente perduta) vicine ad un grande sarcofago. Molto probabilmente si tratta di una rappresentazione delle tre Marie che visitano la tomba di Cristo. Vi sono affreschi di Adamo ed Eva e di Davide e Golia. Gli affreschi seguono chiaramente la tradizione iconografica ellenistica-ebraica, ma sono meno raffinati di quelli della vicina sinagoga.
Nella chiesa sono stati rinvenuti frammenti di pergamena con testi ebraici; hanno resistito a rivelare il loro contenuto fino a quando J.L. Teicher ha sottolineato che erano preghiere cristiane per l'eucaristia così strettamente connesse con le preghiere del Didaché che fu in grado di colmare le lacune alla luce del testo Didachè.
Nel 1933, tra i frammenti di testo recuperati dalla discarica cittadina al di fuori della porta palmirena, venne scoperto un testo frammentario di una sconosciuta  armonia evangelica nel cosiddetto Dura Parchment 24. Era paragonabile al Diatessaron di Taziano ma indipendente da esso.

### Galleria d'immagini

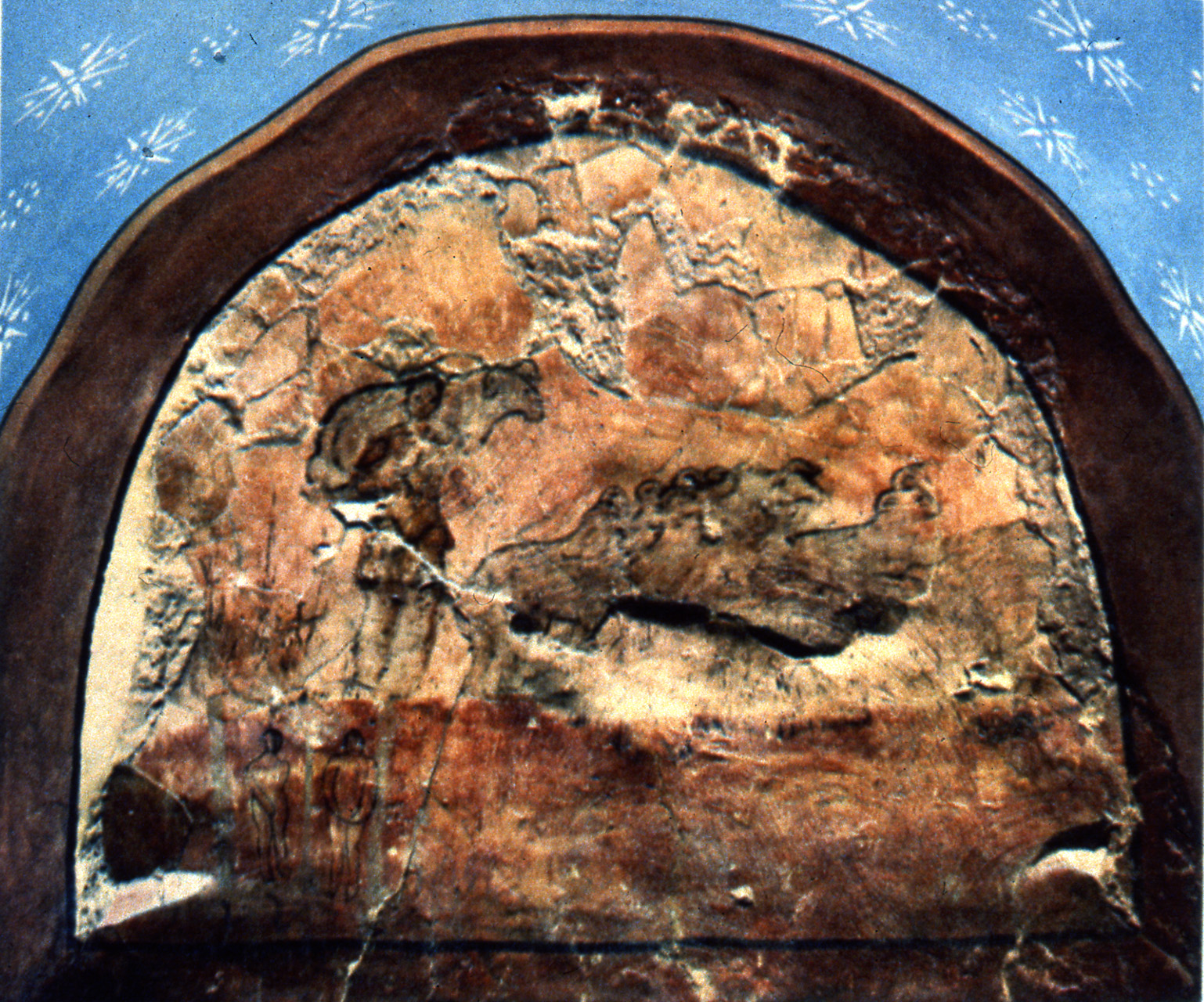
Il buon Pastore
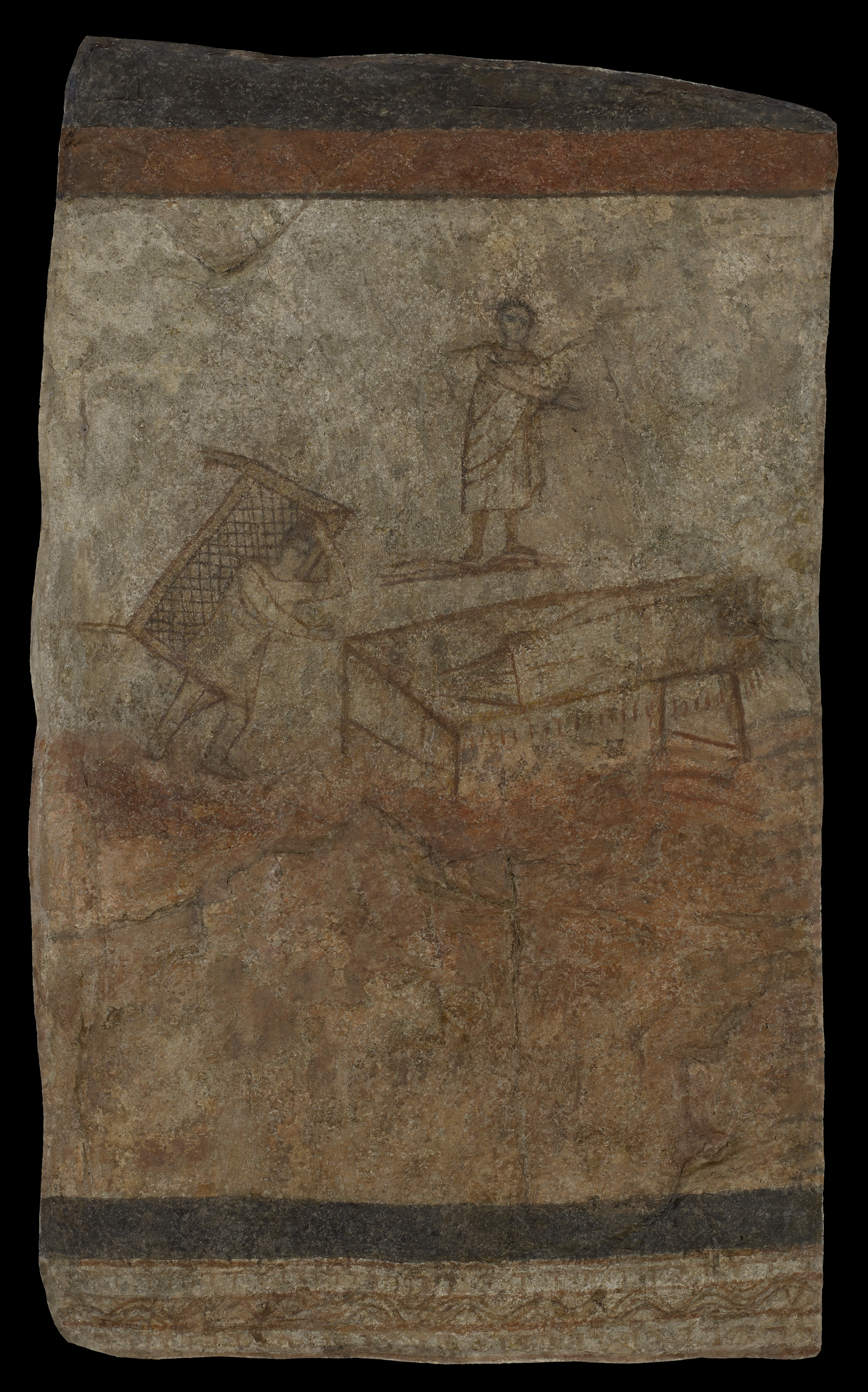
Guarigione del paralitico
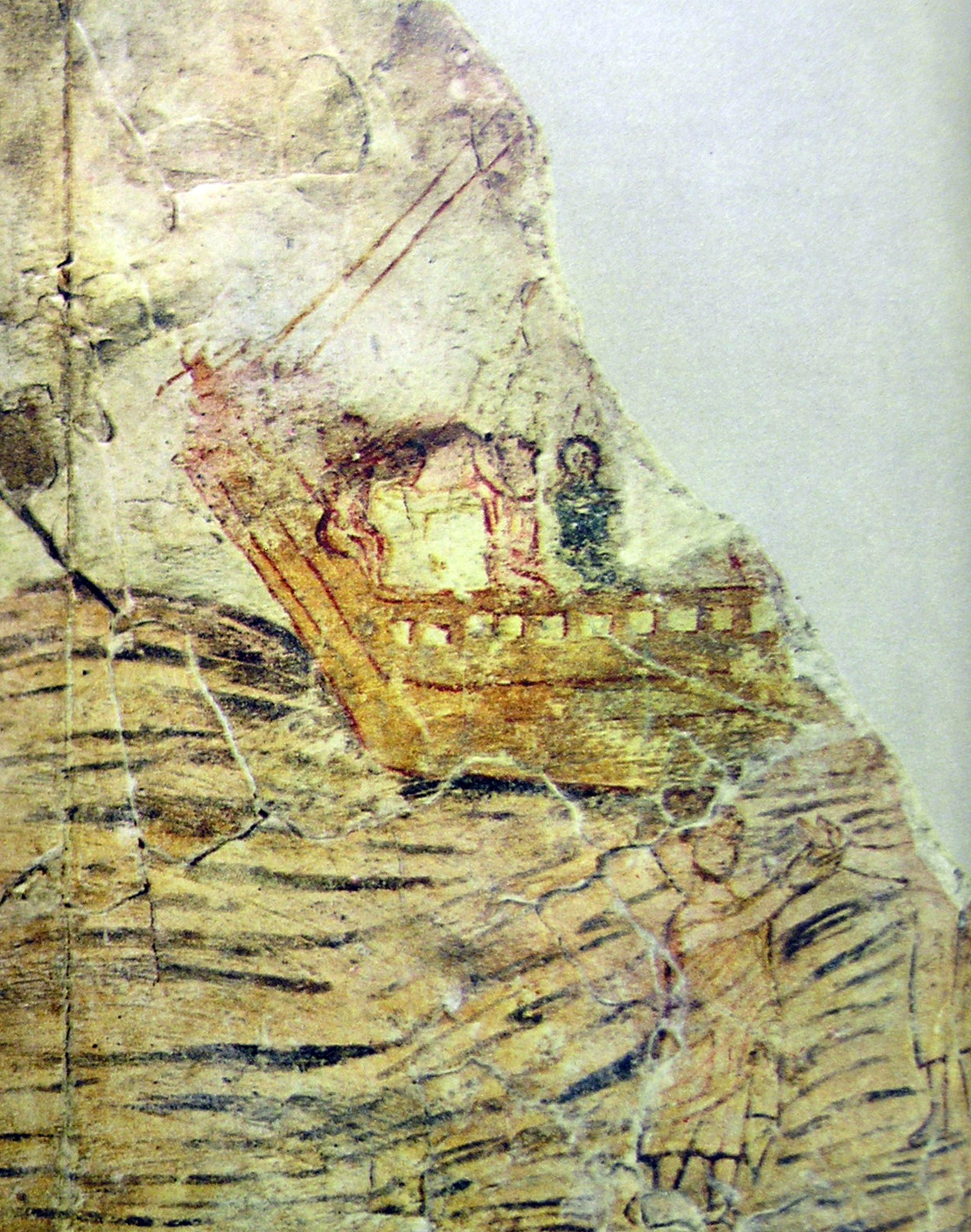
Cristo e Pietro camminano sulle acque
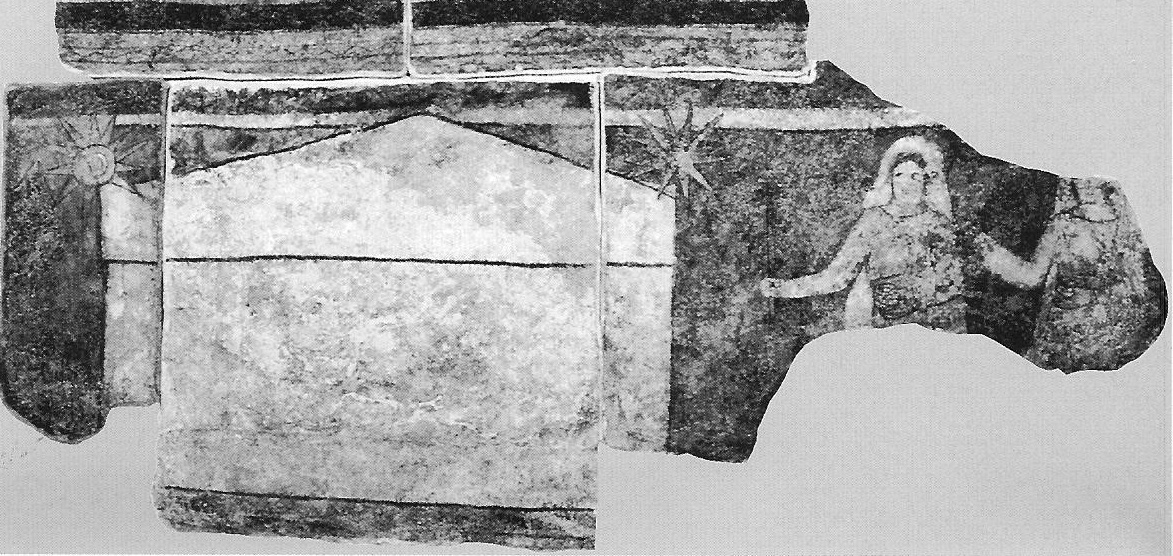
Donne al sepolcro
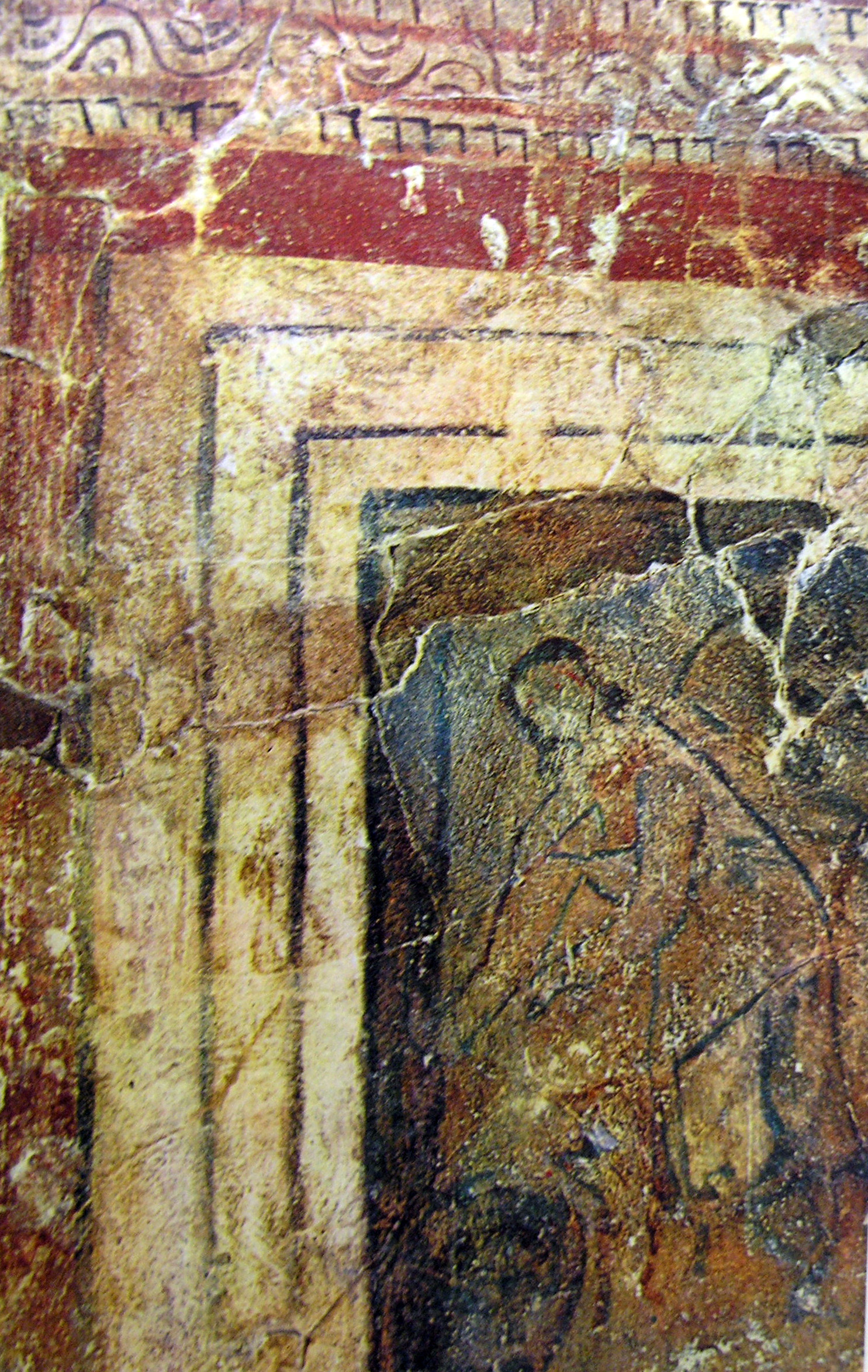
La samaritana al pozzo